# Massália (Grécia Antiga)

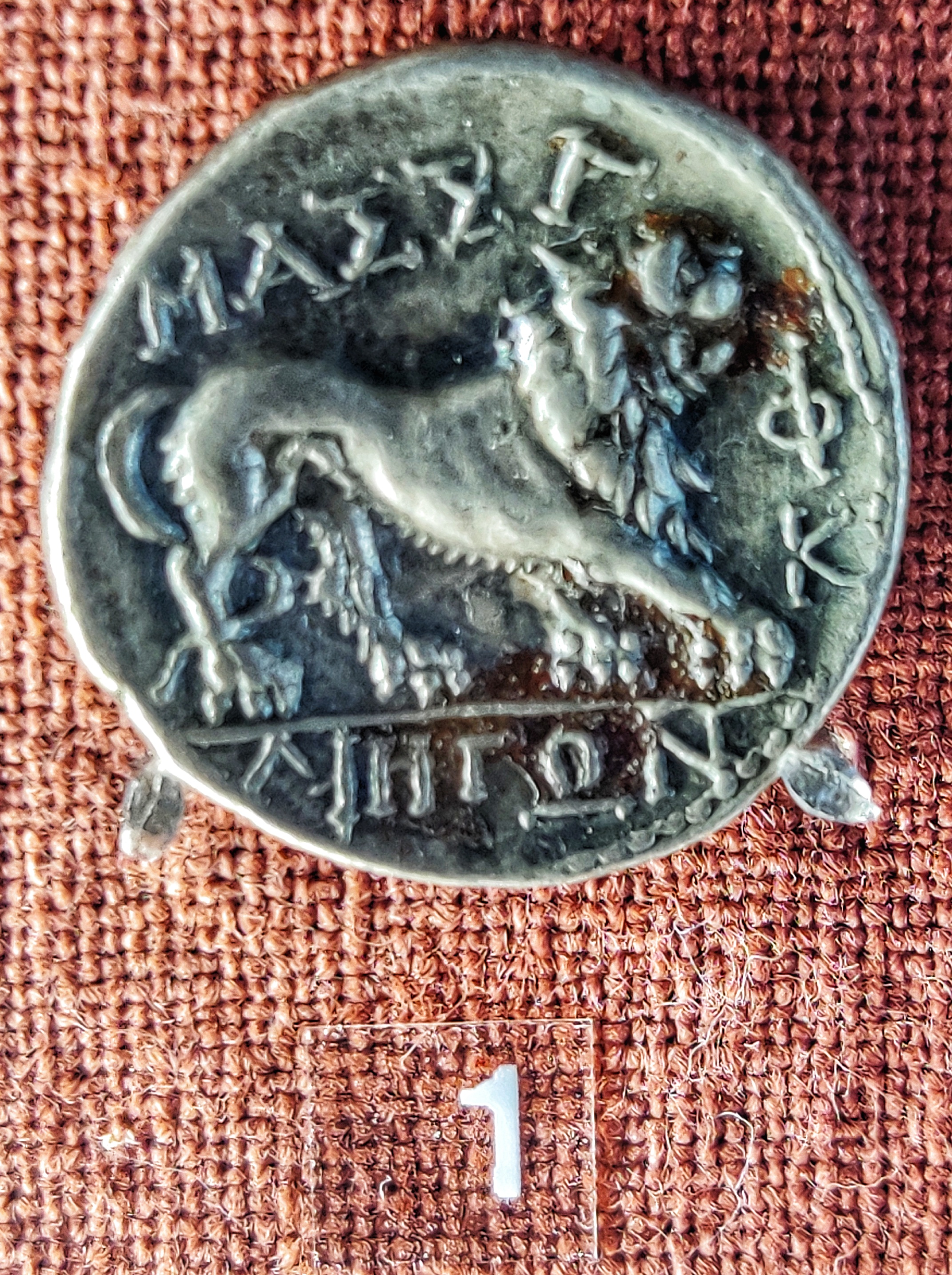
Moeda de Massália no Museu Numismático de Atenas

Massália (grego: Μασσαλία, romanizado: Massalía; latim: Massilia) foi uma antiga colônia grega (apoikia) na costa do Mediterrâneo, a leste do Ródano. Estabelecida pelos jônios de Foceia em 600 a.C., essa apoikia cresceu rapidamente, e sua população estabeleceu muitos postos avançados para comércio na atual Espanha, Córsega e Ligúria. Massália persistiu como uma colônia independente até a campanha romana na Gália, no século I a.C. As ruínas de Massália ainda existem na atual cidade de Marselha, que é considerada a cidade mais antiga da França e um dos mais antigos assentamentos continuamente habitados da Europa.

## História
Massália foi fundada por volta de 600 a.C. por colonos gregos jônicos de Foceia, na Anatólia Ocidental. Após a captura de Foceia pelos persas em 545 a.C., uma nova onda de colonos fugiu para a colônia. Aristóteles e Pompeu Trogo apresentam um mito de criação que conta o encontro entre os gregos e a população local (consulte o mito de fundação de Marselha).
Depois de meados do século VI a.C., Massália se tornou um importante entreposto comercial da região oeste do Mediterrâneo. Ela cresceu e criou suas próprias colônias na costa marítima da Gália Narbonense durante os séculos IV e III a.C., incluindo Agathe (final do século V e início do século IV a.C.), Olbia (aprox. 325), Tauroentium (início do século III), Antipolis e Nikaia (aprox. meados do século III). Massália era conhecida na antiguidade por seus exploradores: Eutímenes viajou para a costa oeste da África no final do século VI a.C. e Píteas explorou o noroeste da Europa no final do século IV a.C.
A colônia permaneceu como fiel aliada de Roma durante todas as Guerras Púnicas (264-146 a.C.). A retirada de Cartago da costa ibérica após sua derrota na Segunda Guerra Púnica (218-201) deu a Massália o domínio sobre o Golfo de Leão, e a queda de Cartago em 146 provavelmente levou à intensificação do comércio entre a colônia grega e os celtiberos. Evidências arqueológicas, na forma de fragmentos de ânforas, indicam que os gregos estavam produzindo vinho na região (Provença) logo após se estabelecerem. Quando os romanos chegaram à região em 125 a.C., o vinho produzido ali já tinha reputação de alta qualidade em todo o Mediterrâneo.
Massália inicialmente escolheu a neutralidade durante a Guerra Civil entre César e o Senado, mas ficou do lado dos oponentes de César após a chegada de Lucius Domitius Ahenobarbus. A cidade foi sitiada em 49 a.C. e acabou tendo que se render ao exército de César. Massália perdeu a maior parte de seu território interior após essa derrota.
Durante os períodos romano e da Antiguidade Tardia, a cidade, então conhecida como Massilia em latim, continuou sendo um importante centro de comércio marítimo. Ela se tornou uma civitas dentro do Império Romano, no máximo até cerca de 300 d.C.

## Sistema político
Massália era governada como uma república oligárquica por uma aristocracia fechada que descendia inicialmente dos colonos originais. Uma assembleia de 600 timouchoi, cuja participação estava condicionada ao envolvimento em atividades comerciais, elegeu 15 magistrados, três deles com poder executivo.

## Reputação
Os gregos usavam os provérbios Ἐκ Μασσαλίας ἥκεις ("você está saindo de Massália") e Ἐς Μασσαλίαν πλεύσειας ("você pode navegar para Massália") em referência àqueles que levavam uma vida efeminada e suave, aparentemente porque os homens de Massália usavam longas vestes perfumadas e amarravam seus cabelos, o que outros gregos interpretavam como sinais de desgraça.
Os romanos, por outro lado, tinham uma visão mais positiva da cidade como um bastião da civilização grega em terras bárbaras, e como uma aliada leal de Roma.

## Legado
Um estudo genético realizado em 2011 descobriu que 4% dos habitantes da Provença pertencem à linhagem do haplogrupo E-V13, que é especialmente frequente entre os fócios (19%), e que 17% dos cromossomos Y da Provença podem ser atribuídos à colonização grega. De acordo com os autores, esses resultados sugerem "uma entrada dominante da elite masculina grega na população da Provença da Idade do Ferro".